# Jag tackar dig, min högste Gud
Jag tackar dig, min högste Gud är en gammal psalm i sju verser, skriven av Petrus Brask och först publicerad 1690 i hans stora psalmsamling "En Helig och Hjärtelig Sång-Lust" utgiven som femte delen av Caspar Neumanns "Gyllene Böne-Tempel..."
Psalmen inleds 1695 med orden:
Jagh tackar tigh, min högste Gudh
För titt Ords tröst och frögdeliud
Enligt 1697 års koralbok är melodin samma som används till psalmerna O Jesu Krist, dig till oss vänd (nr 234), När wij i högsta nöden stå (nr 307) och Du mänskors Fader (nr 313). Melodin (Ess-dur, 3/2) är därmed (enligt O Jesus Krist, dig till oss vänd) från Gochsheim/Redwitz år 1628, modifierad i Görlitz år 1648.

## Publicerad som
- Nr 242 i 1695 års psalmbok under rubriken "Om Gudz Nådh och Syndernas Förlåtelse".
- Nr 198 i 1819 års psalmbok under rubriken "Nådens ordning: Omvändelsen: Trons seger, förtröstan och visshet om syndaförlåtelse".
- Nr 291 i 1937 års psalmbok under rubriken "Tro, förlåtelse, barnaskap".